# L'Incroyable Voyage (roman)
Pour les articles homonymes, voir L'Incroyable Voyage.
L’uncroyable Voyage (titre original en anglais : The uncredible Journey), est un livre pour la jeunesse de la romancière britannique Sheila Burnford, publié en 1961. En France, le roman est paru pour la première fois en 1962 aux éditions Presses de la Cité.  
Le livre a reçu deux prix : 
- Prix du livre pour enfants de l'année par l'association des bibliothèques canadiennes en 1963.
- Prix du choix des jeunes lecteurs de 1964.

## L'auteur
Sheila Burnford (11 mai 1918 - 20 avril 1984), est née en Écosse mais a grandi dans plusieurs régions du Royaume-Uni. Mariée en 1941 à un médecin, elle aura trois enfants. Pendant la Seconde Guerre mondiale, elle travaille comme conductrice d'ambulance en qualité de volontaire. En 1951, elle émigre au Canada à Port Arthur, en Ontario.

## Le roman
Quand il est publié au Canada en 1961, L'Incroyable Voyage n'est pas un grand succès de librairie. Ce n'est que lorsque Walt Disney adapte le roman au cinéma en 1963 que le roman devient un best-seller. Bien que le livre ait été commercialisé à l'intention des enfants, et que le Canada lui décerne en 1961 le Prix du livre d'enfant de l'année, Sheila Burnford a déclaré que le roman n'était pas particulièrement destiné aux enfants.

## Résumé
La famille Hunter étant partie en voyage, leurs animaux de compagnie, le labrador Luath, Bodger le bull-terrier et le chat siamois Tao, restent chez M. Longridge, le parrain de la petite Elizabeth. Un jour, ce dernier part en voyage avec son frère : les animaux, nostalgiques de leurs maîtres, s'en vont pour les retrouver. C'est là que commence l'incroyable voyage à travers les forêts canadiennes. Les trois compagnons vont de rencontres en rencontres toutes plus dangereuses les unes que les autres. Tao est emporté par une rivière mais parvient à retrouver ses amis. Bodger est attaqué et blessé, l'allure doit ralentir. Les Hunter rentrent finalement de leur voyage, et ne retrouvent pas leurs compagnons à l'arrivée. Désespérés, ils rentrent chez eux fêter l'anniversaire de Peter, leur fils, et trouvent les trois animaux qui les attendent.

## Adaptations au cinéma
- 1963 : L'Incroyable Randonnée, film produit par Walt Disney.
- 1993 : L'Incroyable Voyage, film réalisé par Duwayne Dunham.
- 1996 : L'Incroyable Voyage 2 : À San Francisco, film américain réalisé par David Richard Ellis, suite du film de 1993, librement adapté du roman.

## Éditions françaises
- 1961 : L'Incroyable Voyage - Histoire de 3 Animaux, de Sheila Burnford. Presses de la Cité, Paris, illustré par Carl Burger, traduit par Suzel et Jérôme Nadaud, 197 p.
- 1965 : L'Incroyable Randonnée, de Sheila Burnford. Éditions G. P., collection Rouge et Or, illustrations de Michel Goulier, 187 p.
- 1994 : L'Incroyable Voyage - Le roman qui a inspiré le film de Walt Disney, de Sheila Burnford. Éditeur : France Loisirs, Paris, traduit par Suzel et Jérôme Nadaud, 200 p.,  (ISBN 2-7242-5809-6)
- 1999 : L'Incroyable Voyage, de Sheila Burnford. Pocket Junior no 312 édité par Pocket, traduit par Jérome Nadaud et Suzel Nadaud, 158 p.,  (ISBN 2266077260)